# Мус-Фактори
Мус-Фактори (англ. Moose Factory) — это община в округе Кокран провинции Онтарио в Канаде. Он расположен на острове Мус-Фактори, недалеко от устья реки Мус, которая находится в южной части залива Джеймс. Это было первое англоязычное поселение на землях, в настоящее время составляющих Онтарио, и второй пост Компании Гудзонова залива, созданный в Северной Америке после форта Руперт. На материке, за рекой Мус, находится близлежащая община Мусони, до которой летом можно добраться на водном такси по ледяной дороге зимой и на арендованном вертолете в межсезонье (разрыв или ледостав).
Частная компания также предлагает паромные перевозки грузовых судов и каноэ через реку Мус. По состоянию на 2020 год паром MV Niska 1 курсировал между Мусони и Мус-Фактори, перевозя пассажиров и транспортные средства.
Поселение в основном населено кри, но в больнице, которая предоставляет медицинские услуги жителям острова и его окрестностей (также известной как Управление здравоохранения района Уинибайко), работают разные группы людей.
Термин «Фактория» относится к юрисдикции фактора (комиссионера) — делового агента или торговца, отвечающего за покупку или продажу, компании Гудзонова залива.

## История

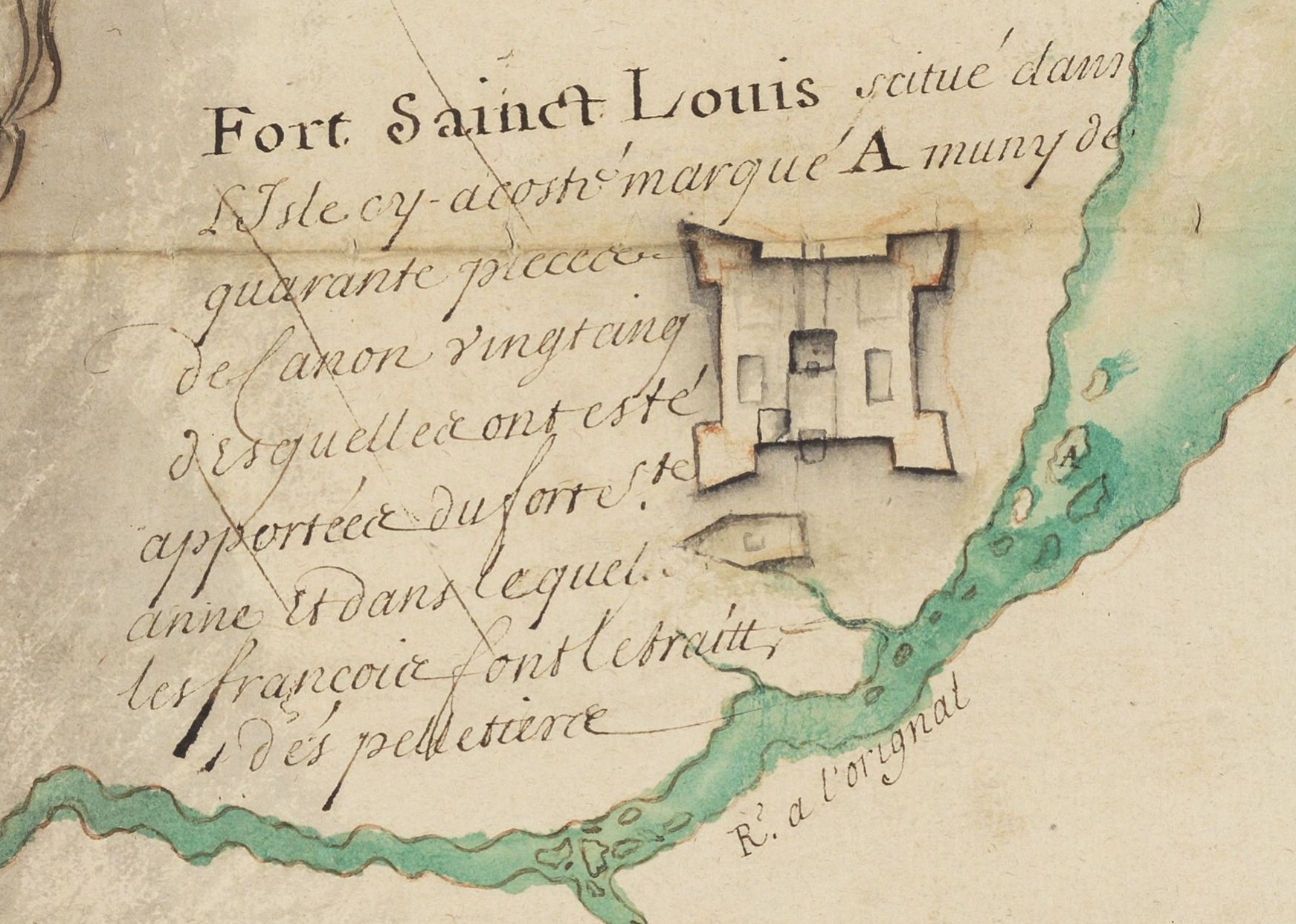
Мус-Форт был известен как Форт Сент-Луи после его захвата де Труа, он был отбит англичанами в 1696 г.

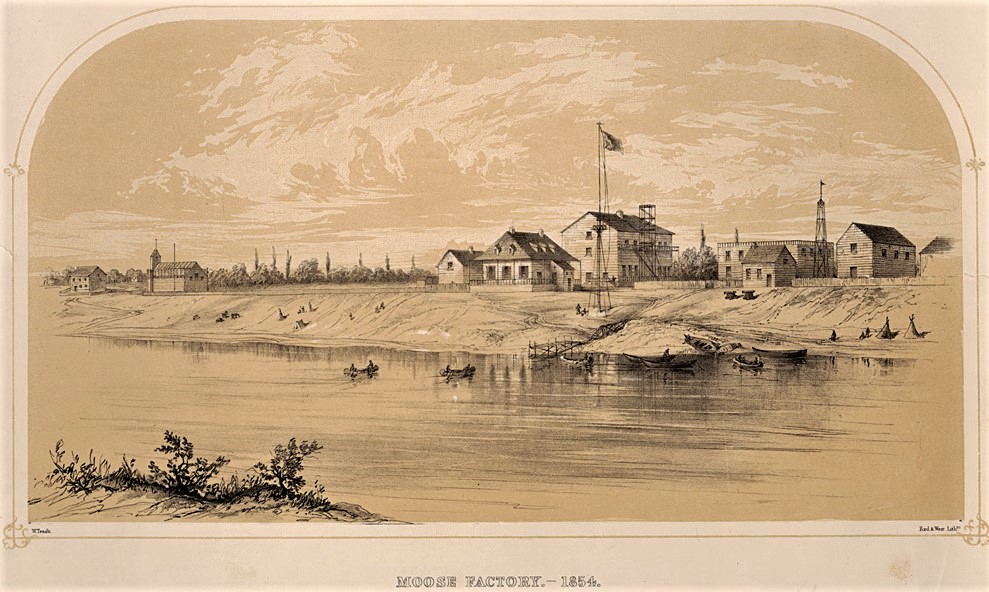
Мус-Фактори, 1854

Этот район исследовал Пьер-Эспри Радиссон (сотрудник HBC) зимой 1670/71 года с базы в Руперт-Хаусе. В 1673 году Чарльз Бейли из компании Гудзонова залива, губернатор HBC, основал пост по торговле мехом, первоначально называвшийся Мус-Форт. Недвижимость располагалась на традиционных землях Môsonîw Ililiw (кри). По данным правительства Канады, кри торговали мехами, а также «поставляли необходимые продукты и рабочую силу на протяжении 1700-х годов».
Помимо торговли, место также предназначалось для защиты интересов компании от французских торговцев на юге. Форт был прибыльным и имел прямое влияние на торговлю мехом в Новой Франции. Так в 1686 году шевалье де Труа возглавил небольшой отряд французских солдат на север в экспедиции по набегам на форты HBC. Английские защитники были застигнуты врасплох и сдались. Французы захватили Мус-Форт и переименовали его в Форт Сент-Луи. Десять лет спустя, в 1696 году, англичане отбили его и сожгли дотла. От этого первоначального форта не осталось и следа.
В 1713 году форт был официально передан британцам по Утрехтскому договору, но не был повторно оккупирован почти два десятилетия.
Компания Гудзонова залива построила новый форт в 1730 году, в одной миле вверх по течению от старого места, чтобы разместить торговцев кри, для которых путешествие к другим постам залива Джеймс было слишком опасным. Пять лет спустя этот форт тоже был уничтожен пожаром, начавшимся на кухне, но был восстановлен в течение семи лет.
К началу 1800-х годов поселение было «штаб-квартирой Южного департамента HBC». В 1821 году, когда Компания Гудзонова залива объединилась с конкурирующей Северо-Западной компанией, серьёзных угроз больше не было, и почта расширилась за пределы частокола форта. После этого он стал известен как Мус-Фактори. Он стал главной базой HBC в заливе Джеймс, будучи административным штабом Южного департамента. Губернатор Земли Руперта и Совет часто встречались там, чтобы спланировать операции на предстоящий год.
В 1905 году индейцы кри подписали договор (Договор № 9) с правительством, по которому была создана индейская резервация Фактори-Айленд. Примерно в то же время парижская скорняжная компания Revillon Frères открыла факторию на западном берегу реки Мус. Этот пост, сначала известный как Мус-Ривер-Пост, превратился в город Мусони и составил жесткую конкуренцию посту HBC Мус-Фактори.
Изолированная до 1931 года, община, наконец, была связана Северо-Онтарийской железной дорогой с Мусони. Это позволило доставлять припасы с юга поездом, что сделало ненужными ежегодные морские путешествия, на которые раньше полагалось поселение. В 1936 году прибыл последний корабль снабжения.
После Второй мировой войны компания Гудзонова залива превратилась в розничный бизнес, а в 1960 году открыла современный розничный магазин в Мус-Фактори. Дом для персонала HBC и другие исторические объекты были преобразованы в музей под открытым небом Парк Столетия, который открылся в 1967 году. HBC продолжал работать в Мус-Фактори до 1987 года, когда его предприятия в северной Канаде, включая Мус-Фактори, были проданы Северо-Западной компании. Сегодня Северо-Западная компания управляет продуктовым магазином и магазином товаров общего назначения в комплексе Мус-Кри, где продаются «еда, а также товары общего назначения, такие как одежда, электроника и товары для дома» недалеко от некоторых исторических зданий HBC.

## Климат
Мус-Фактори и район Мусони имеют очень холодный влажный континентальный климат (Кёппен Dfb). Климатические данные взяты из Мусони, примерно в 2,5 км к западу.
| Показатель                            | Янв.  | Фев.  | Март  | Апр.  | Май   | Июнь  | Июль  | Авг.  | Сен.  | Окт.  | Нояб. | Дек.  | Год    |
| ------------------------------------- | ----- | ----- | ----- | ----- | ----- | ----- | ----- | ----- | ----- | ----- | ----- | ----- | ------ |
| Абсолютный максимум, °C               | 7,2   | 10,6  | 19,4  | 29,0  | 34,0  | 37,5  | 37,8  | 35,0  | 32,2  | 26,7  | 18,9  | 13,2  | 37,8   |
| Средний суточный максимум, °C         | −13,6 | −10,5 | −3,9  | 4,3   | 13,3  | 19,1  | 22,6  | 21,1  | 15,7  | 7,9   | −0,5  | −9,3  | 5,5    |
| Средняя температура, °C               | −20   | −17,5 | −11,1 | −1,8  | 6,8   | 12,2  | 15,8  | 14,9  | 10,5  | 3,8   | −4,3  | −14,5 | −0,5   |
| Средний суточный минимум, °C          | −26,3 | −24,6 | −18,3 | −7,9  | 0,2   | 5,3   | 8,9   | 8,6   | 5,2   | −0,5  | −8,2  | −19,7 | −6,4   |
| Абсолютный минимум, °C                | −46,7 | −46,1 | −41,7 | −31,7 | −17,2 | −7    | −2,2  | −3,1  | −6,1  | −16,7 | −34,4 | −44,4 | −46,7  |
| Среднее число солнечных часов в месяц | 93,6  | 128,7 | 161,6 | 192,0 | 221,2 | 213,5 | 249,2 | 219,7 | 134,8 | 88,5  | 52,9  | 55,2  | 1810,7 |
| Среднее число дней с осадками         | 14,8  | 11,3  | 10,9  | 10,2  | 12,5  | 13,9  | 16,4  | 15,2  | 18,5  | 16,5  | 15,7  | 15,9  | 171,7  |
| Норма осадков, мм                     | 33,0  | 28,6  | 35,3  | 38,1  | 54,6  | 71,7  | 96,8  | 77,8  | 95,3  | 74,7  | 56,3  | 41,5  | 703,6  |
| Средняя влажность, %                  | 7,2   | 8,9   | 26,6  | 29,6  | 36,8  | 39,3  | 44,7  | 43,4  | 40,8  | 28,8  | 20,7  | 12,9  | 44,7   |
| Средняя скорость ветра, м/с           | −55,6 | −53   | −49,4 | −36,8 | −26,1 | −9,6  | −4    | −5,3  | −10   | −20,4 | −40,5 | −51,5 | −55,6  |
| Источник: Environment Canada          |       |       |       |       |       |       |       |       |       |       |       |       |        |

## Экономика
Экономика острова основана на здравоохранении, сфере услуг, туризме и строительстве. Крупнейшим работодателем является больница общего профиля Weeneebayko, за которой следуют Moose Cree First Nation и Northern Stores.
Магазины Северо-Западной компании, GG’s и QuickStop являются основными магазинами на острове. «The Complex» — это торговый и общественный центр, в котором есть продуктовый магазин (Northern Stores), ресторан, отделение почты Канады, аптека и офисы.
Хотя мало кто ведет исключительно традиционный образ жизни (то есть живёт только за счет земли), большинство все же участвует в весенней и осенней охоте на лося. Традиционные навыки, такие как подготовка и дубление лосиных шкур, а также создание мокасин и рукавиц из лосиной шкуры с вышивкой бисером, практикуются и сегодня. Другие ремесла, практикуемые в Мус-Фактори, включают производство тамаракских гусей, снегоступов и резьбы по мыльному камню, которые продаются на месте.

## Политическая организация
Остров политически разделен на две политические единицы:
- Фактори-Айленд 1 (население: 1451 человек) — индейская резервация площадью 3,08 квадратных километра (1,2 квадратных миль)[12], которая составляет северные две трети острова, принадлежит Moose Cree First Nation и управляется избранным вождем, заместителем вождя и советниками. В 2005 году Патриция Фэрис-Акивензи, практикующий юрист Мус-Фактори, стала первой женщиной, избранной на пост вождя.
- Округ Кокран (население: 1007 человек) — неинкорпорированная южная треть острова, где находится старая почта компании Гудзонова залива и государственные службы, управляемые провинциальным советом по местным услугам и федеральным управлением Weeneebayko Health Ahtuskaywin, которое управляет региональным медицинским учреждением Weeneebayko General Hospital.

Избирательные округа включают:
- На федеральном уровне Мус-Фактори является частью избирательного округа Тимминс—Джеймс-Бей.[13]
- На провинциальном уровне Мус-Фактори является частью избирательного округа Мушкеговук—Джеймс-Бей.[14]

Племенной совет Мушкеговук, некоммерческий региональный совет вождей, представляющий восемь коренных народов кри в северном Онтарио, имеет штаб-квартиру в Мус-Фактори.
Одноимённая резервация Мус-Фактори 68, также принадлежащая коренной нации кри, находится примерно в 15 километрах (9,3 мили) вверх по течению на восточном берегу реки Мус.

## Достопримечательности и туризм
Известные достопримечательности включают Парк Столетия с его зданиями 19-го века, связанными с постом компании Гудзонова залива, Культурный центр Кри, Эко-лодж Деревня Кри и англиканскую церковь Св. Томаса. Туризм на открытом воздухе летом и зимой, такой как туры на трап-лайне, экспедиции на каноэ и поездки на снегоходах, предоставляется на месте. Провинциальный парк Тайдуотер находится неподалеку на соседнем острове напротив Мусони. Посетители также совершают грузовые туры на каноэ, которые отправляются от Мус-Фактори или Мусони вниз по течению до залива Джеймс в устье реки или вверх по течению до острова Фоссил.
Туристические агентства рекомендуют Polar Bear Express как «отличную железнодорожную экскурсию» между Кокраном и Мусони, чтобы увидеть «гидроэлектростанции, изолированные дома и, возможно, даже немного дикой природы». Поезд, управляемый Ontario Northland, предлагает пассажирские и грузовые перевозки; билеты продаются по телефону или в офисах Кокрана, Мусони, Мус-Фактори и Тимминса. Поезд будет останавливаться по запросу в некоторых местах в рамках услуги остановки флага. Экспресс работает шесть дней в неделю летом и пять дней в неделю в другие сезоны. Питание не предоставляется.

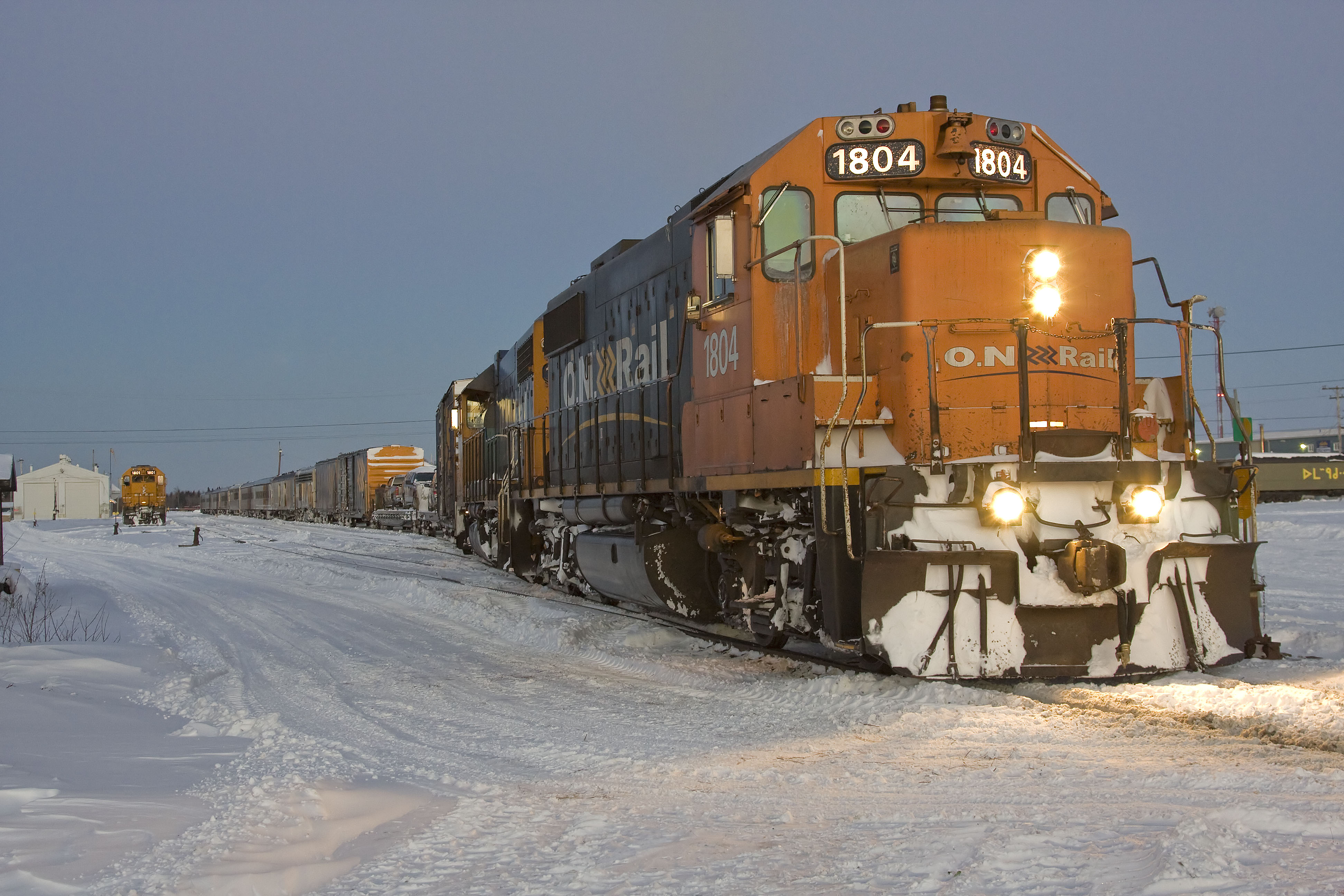
Поезд Polar Bear Express

В путеводителе Lonely Planet деревня обитания и наследия белого медведя указана в Кокране и Культурный центр Кри в качестве туристических достопримечательностей в регионе Кокран, Мус-Фактори и Мусони.
Moose Cree First Nation Tourism указывает, что доступные мероприятия включают туры на лодках, островные и снегоходные туры, «традиционную кухню, рыбалку (летом и зимой)» и исторические туры HBC.

### Культурный центр Кри
Культурный центр Кри — центр, который отображает многие аспекты культуры и ремесел индейцев кри.

### Кри Эко-лодж

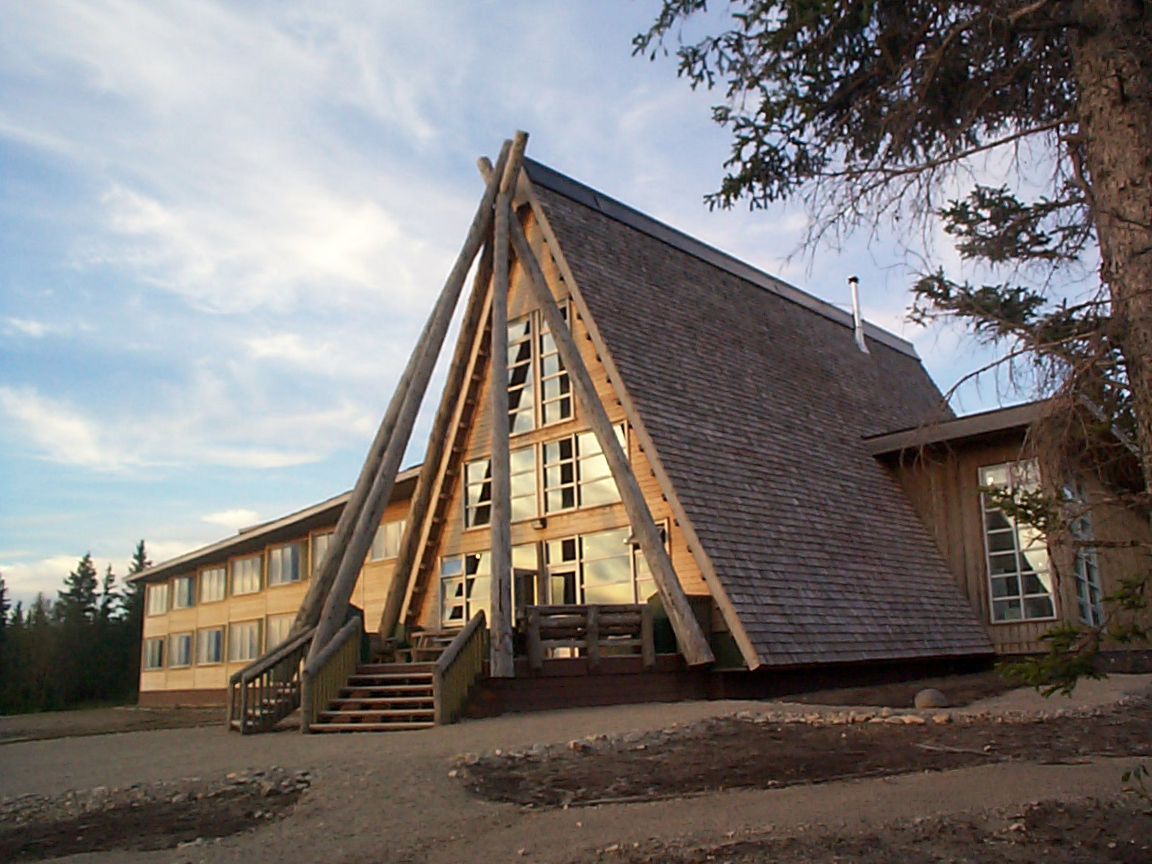
Столовая в Cree Eco Lodge

Cree Village Eco Lodge — экотуристический домик с современными номерами и рестораном, он открылся в 2000 году. Традиционных баннока и гуся (в сезон) готовят в вигваме, примыкающем к домику. Из домика посетители могут увидеть остров Сопит на южной стороне канала и остров Чарльз на противоположной стороне канала.
Прогулки на лодке (за отдельную плату) доступны по реке Мус в залив Джеймс или «на рыбалку и греблю на каноэ в заповедник перелетных птиц Мус-Ривер и Культурный центр Кри». Другие виды лодочных туров также доступны.

### Парк Столетия

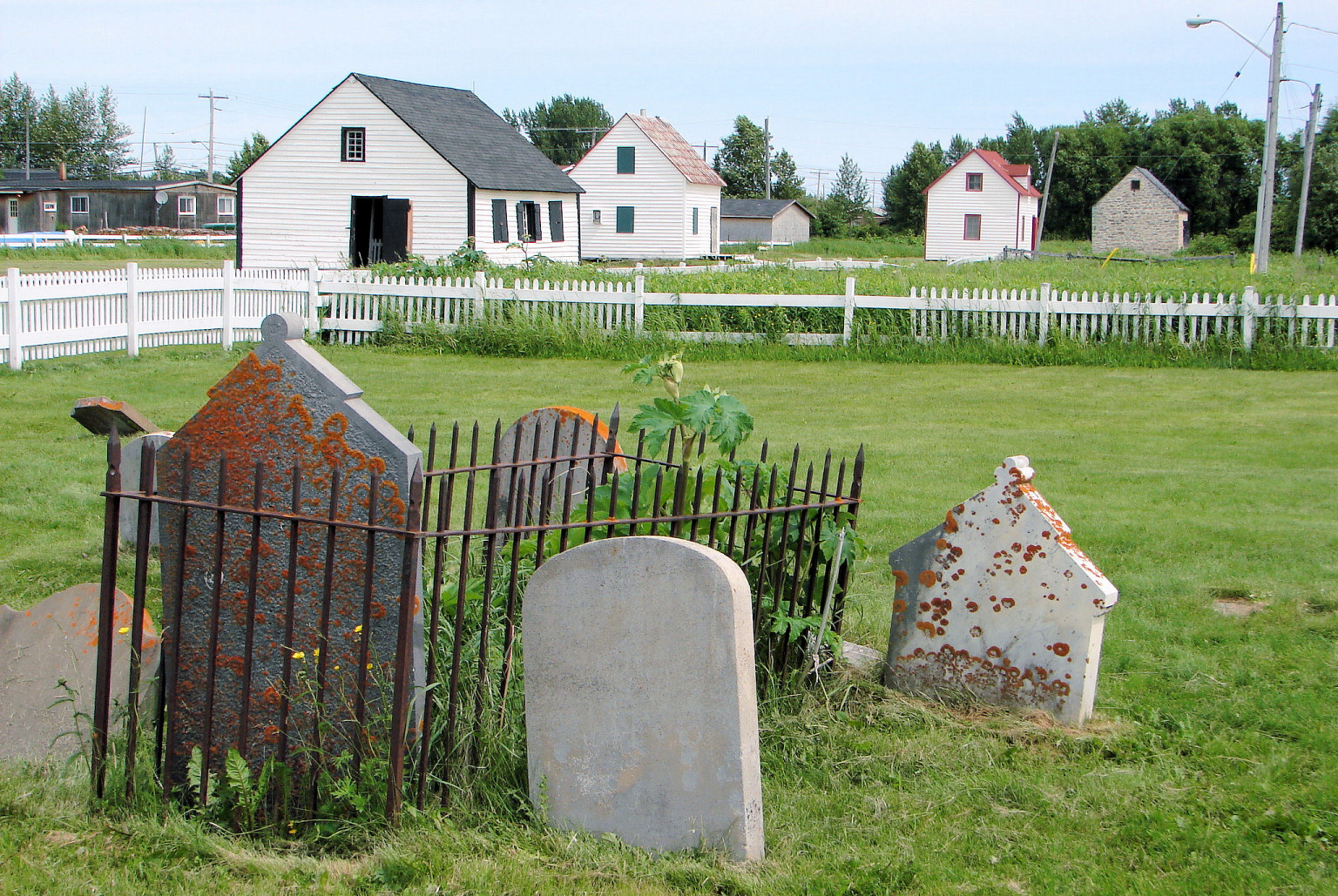
Парк Столетия — на переднем плане: историческое кладбище; на заднем плане (слева направо): кузница, дом Маклеода, дом Сакабакискум, пороховой магазин.

Национальный исторический памятник Канады Здания Мус-Фактори «состоит из нескольких зданий, из которых только Дом персонала находится на своем первоначальном месте. Построенный в 1847—1850 годах, он является последним сохранившимся жилищем офицера торговли мехом в Канаде и самым старым сохранившимся зданием в Канаде и старейшим зданием района залива Джеймс. Пороховой магазин, построенный в 1865—1866 годах, расположен на некотором расстоянии от своего первоначального места, на территории нынешнего парка Столетия».
Здания 19-го века, связанные с почтой компании Гудзонова залива, были признаны Национальным историческим памятником Канады в 1957 году.
Дом персонала компании Гудзонова залива в Мус-Фактори изначально был жилищем для офицеров, врачей, капитанов, клерков и секретарей HBC. Сейчас он используется как музей и туристический офис. Дом для персонала был построен между 1847 и 1850 годами, что делает его самым старым зданием в районе залива Джеймс и последним сохранившимся жилищем офицеров HBC. Как и несколько других зданий в этом историческом месте, Дом персонала является историческим памятником архитектуры, признанным Фондом наследия Онтарио.
На кладбище компании Гудзонова залива самая старая надгробная плита датирована 1802 годом и отмечает могилу жены кри и детей Джона Томаса, который в то время был почтовым комиссионером. Есть только несколько могил британских мужчин, так как они возвращались домой после выхода на пенсию или завершения контракта. Всего здесь можно найти 51 могильный камень.
Дом Джозефа Тернера — старейший известный сохранившийся дом для прислуги HBC, построенный в 1863 году и названный в честь торговца HBC Джозефа Тернера (1783—1865), сына английского геодезиста и его жены оджибве.

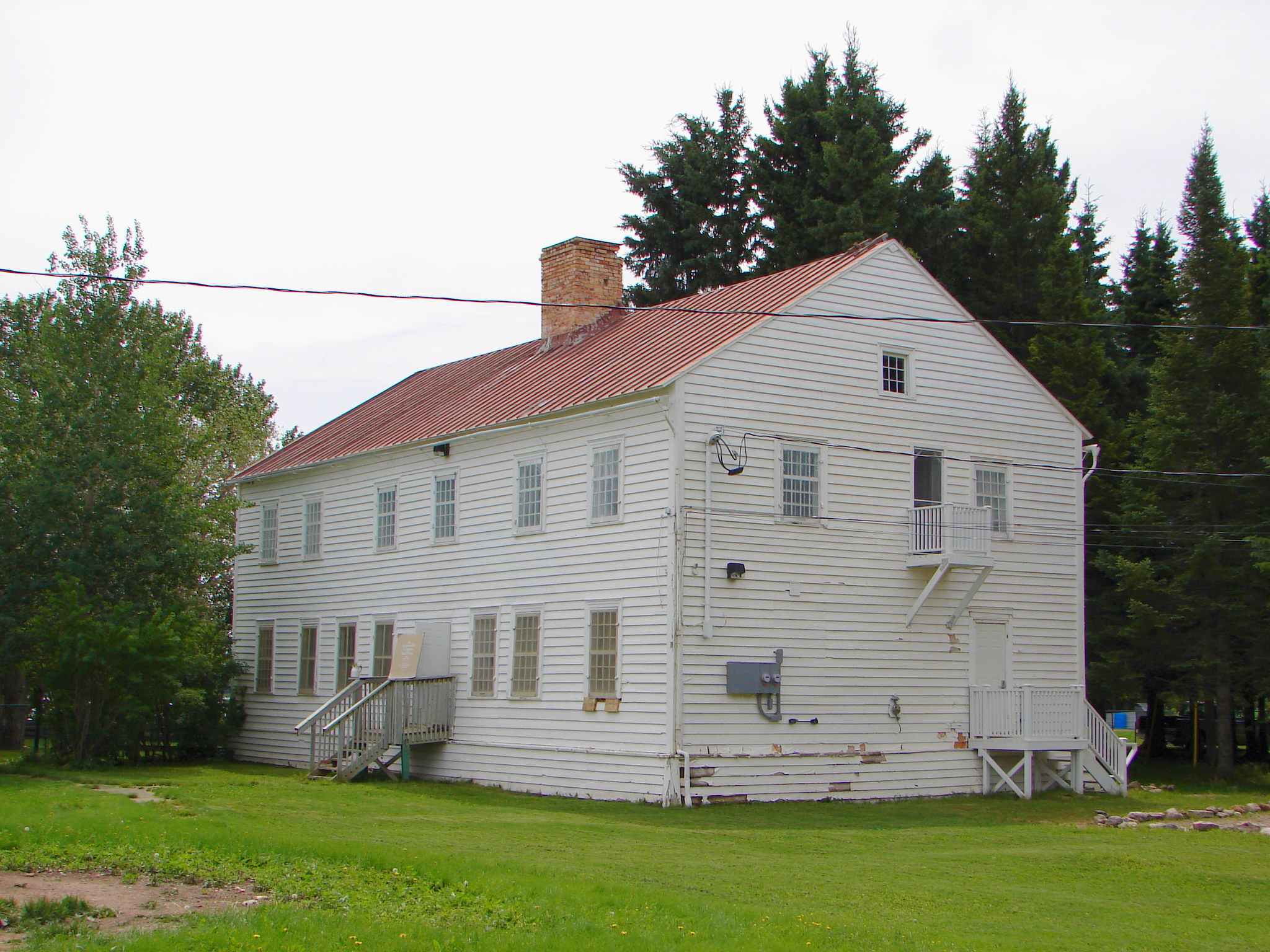
Дом персонала компании Гудзонова залива

Дом Уильяма Маклеода был домом плотника, построенным в 1889-90 годах плотником HBC Уильямом Маклеодом. Дом когда-то служил домом для семьи Маклеод.
Ham Sackabuckiskum House — единственный сохранившийся летний дом кри и один из первых домов с баллонным каркасом в Мус-Фактори, построенный в 1926 году HBC в качестве стимула для обеспечения лояльности охотников кри. Это также историческое здание. Раньше этот дом был резиденцией Сакабакискума, «охотника на мех из кри и член HBC».
Кузница — последняя известная сохранившаяся кузница HBC, построенная в 1849 году и использовавшаяся до 1934 года.
Пороховой погреб — единственное каменное сооружение, построенное в 1865 году, входившее в состав обнесенного частоколом складского комплекса. В начале 20 века его переоборудовали из порохового в хранилище общего назначения.

### Англиканская церковь Святого Томаса
Англиканская церковь Св. Томаса — это историческая англиканская церковь в стиле плотницкой готики, построенная компанией Гудзонова залива. Строительство началось в 1864 году и было завершено в 1885 году.

## Здравоохранение

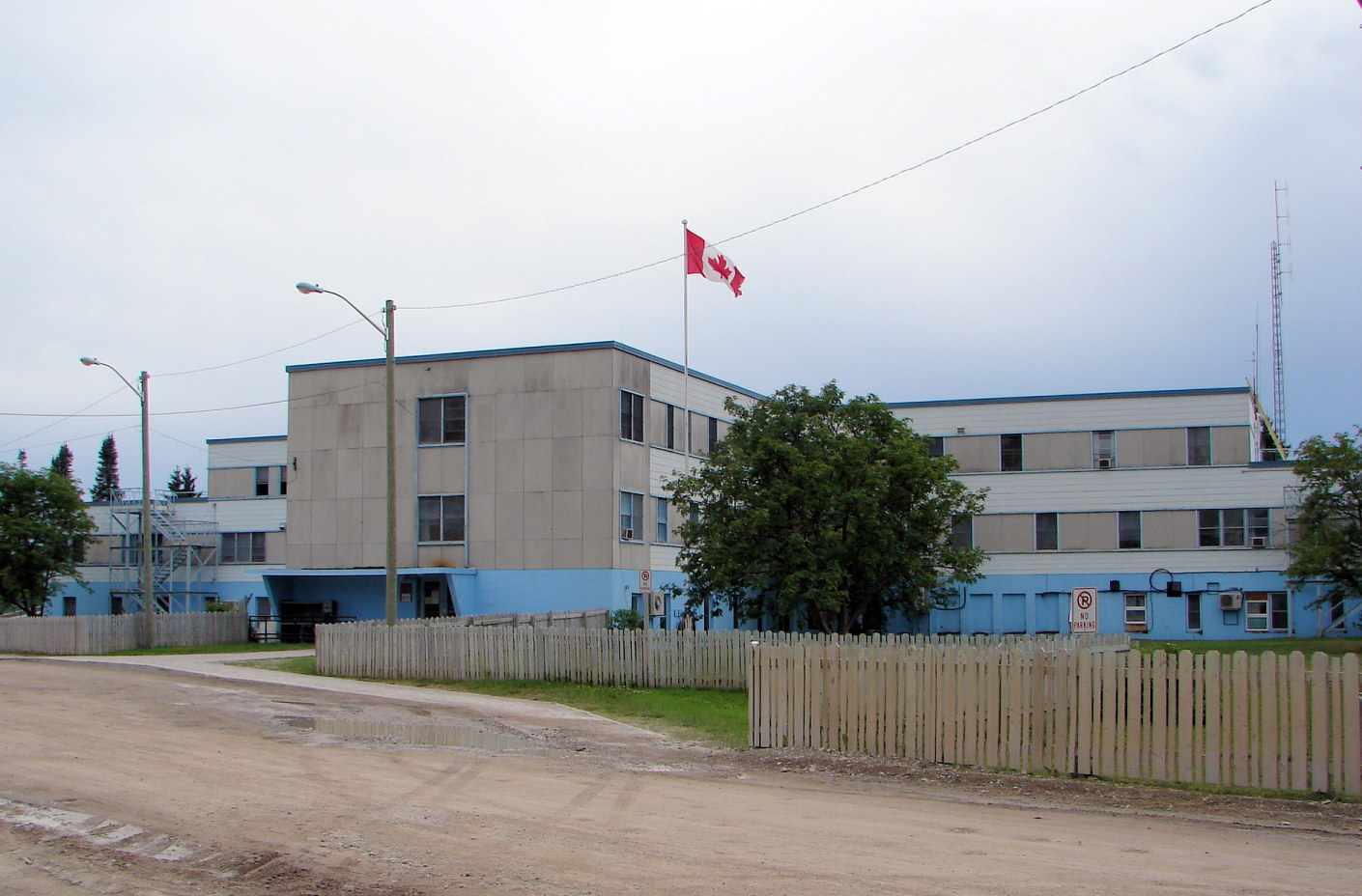
Больница общего профиля Винибайко

В 1949 году была построена больница общего профиля в Мус-Фактори — проект стоимостью 3 миллиона долларов — как санаторий для больных туберкулезом на острове Мус-Фактори «с целью изоляции болезни» в ответ на эпидемию туберкулеза. Он обслуживал пациентов как коренных народов, так и инуитов.
Сегодня больница общего профиля Винибайко предоставляет медицинские услуги в рамках Управления здравоохранения района Винибайко жителям Мус-Фактори, Мусони, а также Форт-Олбани, коренным народам Аттавапискат, коренным народам Кашечевана и коренным народам Пиванак. Медицинский персонал (состоящий из 12 семейных врачей, 1 анестезиолога и 1 хирурга) работает со своими учреждениями третичной медицинской помощи в Кингстоне, Торонто, Садбери и Тимминсе.
Больница предоставляет различные специализированные услуги:
- круглосуточная служба экстренной помощи
- клиника семейной медицины
- стоматология
- профессиональные и реабилитационные услуги
- общая хирургия и анестезия
- диализ
- программа традиционного лечения (с консультантами и народными целителями)
- услуги по лечению диабета
- регулярно планируемые специальности, включая педиатрию, акушерство/гинекологию, гериатрию, ревматологию, офтальмологию, реабилитацию и неврологию
- диагностическая визуализация (рентген и УЗИ)
- лабораторные услуги

Зафрахтованные самолёты-«планировщики» или «медиваки» используются для перевозки пациентов на диагностические тесты (например, КТ и МРТ) и оказания специализированной помощи. Университет Куинс является основным университетским звеном, через которое многие студенты-медики проходят стажировку в больнице. Тем не менее, существуют также ассоциации с Университетом Торонто, Университетом Макмастера, Университетом Оттавы и Медицинской школой Северного Онтарио.

## Образование
В Мус-Фактори находятся три школы:
- Ministik Public School — это государственная начальная школа, находящаяся в ведении школьного совета округа Мус-Фактори. Школа открылась в 1984 году[34] и имеет JK до 8 класса.
- Delores D. Echum Composite School — это старшая начальная и средняя школа, находящаяся в ведении Moose Cree Education Authority. Школа открылась в 1997 году[35] с классами с 7 по 12.
- Moose Factory Academy of Christian Education — это частная начальная школа, открытая в 1995 году.[36]

Некоторые программы после среднего образования предоставляются Северным колледжем посредством дистанционного обучения (переписка, видео и онлайн-курсы) или онлайн-курсов Ontario Learn. Образовательный центр Джеймс-Бей Северный колледж-образовательный комплекс является связующим звеном для местного колледжа.
В Мус-Фактори Мемориальная школа епископа Хордена, также известная как школа-интернат Horden Hall, школа-интернат в Мус-Фактори, индейская школа-интернат Мус-Форт (1907—1963), названная в честь епископа Хордена, обслуживающая все общины в районе залива Джеймс, находилась в ведении англиканской церкви. Комиссия по установлению истины и примирению исследовала школу, в которой, как и в других школах Канады, наибольшее количество преждевременных смертей среди детей в этих школах было от туберкулеза.

## Известные жители
- Бывший хоккеист НХЛ Джонатан Чичу родом из Мус-Фактори.[40]
- Актриса, писатель, продюсер, режиссёр и художник Ширли Чичу выросла в Мус-Фактори.[41]
- Скульптор Дуэйн Линклейтер родился в Мус-Фактори.[42]